# フォーチュンオーブ
『フォーチュンオーブ』 (FORTUNE ORB) は、2001年に稼働を開始したコナミのメダルゲーム。10ステーション・最大20人同時プレーが可能なプッシャーゲームである。
「オーブ」と呼ばれるボールを採用し、このボールを落とすことで様々なフィーチャーが得られる。ボールを用いたプッシャーゲームは、後に他のコナミのメダルゲームに継承されていくこととなる（ファンタジックフィーバーシリーズ、GRAND CROSSなど）。また、最大5150枚というこれまでに例がないほど大量のメダルが払い出されるスーパージャックポットが実装された。

## 遊び方
左右に動くチャッカーにメダルが入ると、ステーションの画面のスロットが回転する（最大9つまで保留可能）。同じ柄が3つ揃うと当たり。メダルはステーション画面手前のジャックポットテーブルの上に払い出され、溢れたメダルはプッシャーテーブルに落ちてくる。

### 図柄
000　111　222　444　666　888　999
通常当たり。メダル払い出し（確変は終了し、通常の1ラインスロットに戻る）。ジャックポットステップが1つ進む。(0の図柄は今作のみ存在)
333　555
確変当たり。メダルが払い出され、確変に突入する。ジャックポットステップが1つ進む。
1ORB 1ORB 1ORB
オーブ当たり。フィールドにオーブ（青いボール）が1個払い出される。
2ORB 2ORB 2ORB
オーブ当たり・確変。フィールドにオーブが2個払い出され、確変に突入。
777
ダイレクトチャンス。3つのオーブが直接チャンスポケットチャレンジに払い出される。抽選終了後、確変突入。
確変中は画面の枠が赤くなり、スロットが2ラインに変化する。2ライン同時に同じ柄が揃うと、メダル・オーブの払い出しが通常の2倍となる。なお、777のダイレクトチャンスは2回行われる。ただし、ジャックポットステップは2ライン同時に揃っても1つしか進まない。
ステーション画面の背景に表示されるステージはステップが進むにつれて変化し、通常当たり・確変当たりによって進むコースが変わる。

### ジャックポット
画面右側のジャックポットステップが「7」に到達するとJACKPOTとなる。メダルが乗せられているジャックポットテーブルが傾き、プールされたメダルが放出され、さらに大量にメダルが払い出される。また、ボーナスとしてオーブが1つ払い出される。蓄積したステップが全て通常当たり、もしくは確変当たりによる場合は、さらに追加でオーブが1つ払い出される。

## チャンスポケットチャレンジ
フィールドに払い出されたオーブを手前に落とすと、チャンスポケットチャレンジとなる。落としたオーブがフィールド横のスパイラルを登り、ステーション前方で回転するチャンスポケットに投入される。
チャンスポケットには6つポケットがあり、「25」と「50」が2つずつ（それぞれ確率2/6）、「75」「SJP CHANCE」が1つずつ（それぞれ確率1/6）。数字のポケットに入った場合はその数字の枚数分のメダルが払い出され、「SJP CHANCE」に入るとスーパージャックポットチャンスに進む。

## スーパージャックポットチャンス
オーブが筐体中央の大きなウィングの内部にある抽選台まで運ばれ、抽選が行われる。
ポケットは10個で、「100」が5つ（浅いポケット、確率5/10）、「200」が4つ（中くらいのポケット、確率4/10）「SUPER JACKPOT」が1つ（深いポケット、確率1/10）。「100」「200」にオーブが入るとそれぞれその数字の枚数分のメダルがウィングの羽部分から払い出される。
「SUPER JACKPOT」に入るとスーパージャックポットが発生、筐体中央に表示されている蓄積枚数が、ウィングの羽根の部分から払い出される。
チャンスポケットチャレンジ開始前の時点で、スロットの保留ストックが6つ以上あると、スーパージャックポット獲得時の払い出し枚数がアップし(60~150枚)、プログレッシブは5000枚まで溜まるので、最高5150枚のメダルを獲得できる。
獲得枚数が2000枚以上の場合はステーション画面にスタッフロールが流れる。
スーパージャックポット発生後は、蓄積された枚数は初期値に戻る（標準設定は500だが、店の設定によって初期値は異なる他、初期値に戻るのではなく一定の枚数が蓄積枚数から減らされる設定もある）。
このゲームは通常払い出しとスーパージャックポットチャンス時に利用されるホッパーが同じ物（1つのホッパーに2つのレールが付いている。ちなみに、ファンタジックフィーバー等も同様である。）で、ホッパーから払い出されたメダルは天井にあるレールを経由して抽選台の上部に集められ、ウィングを経由してSJPC挑戦者のステーションに払い出される。SJP枚数が大量の場合、SJP獲得者がいるステーション以外のホッパーが空になってしまうことがある。

## 続編
- フォーチュンオーブ第2章 伝説の宝珠
- フォーチュンオーブ第3章 宝珠王国